# Pesaro (stacja kolejowa)
Pesaro (wł. Stazione di Pesaro) – stacja kolejowa w Pesaro, w prowincji Pesaro i Urbino, w regionie Marche, we Włoszech. Znajduje się na linii Bolonia – Ankona. 
Według klasyfikacji Rete Ferroviaria Italiana ma kategorią złotą i jest zarządzana przez Centostazioni.

## Linie kolejowe
- Linia Bolonia – Ankona